# 路东街道
路东街道，是中华人民共和国山西省临汾市侯马市下辖的一个乡镇级行政单位。

## 行政区划
路东街道下辖以下地区：
市府北巷社区、新田路社区、发电厂社区、新民巷社区、侯运社区、体育街社区、紫金山南街社区、花园南街社区和南西庄西社区。